# Wörth am Rhein
Wörth am Rhein este un oraș din landul Renania-Palatinat, Germania. Este pe malul stâng al Rinului la aproximativ 10 km vest de centrul orașului Karlsruhe și se află chiar la nord de granița germano-franceză. Cea mai mare fabrică de producție de camioane Daimler AG (2,8 km²) este situată în oraș din 1960.

## Primarii
- 1960–1980: Karl-Josef Stöffler (CDU)
- 1980–2016: Harald Seiter (CDU)
- din 2016: Dennis Nitsche (SPD)

## Oameni de seamă
- Ferdinand Brossart (1849–1930), 1915-1923 Episcop al Diocezei de Covington, Kentucky, Statele Unite.
- Ludwig Damminger (1913–1981), fotbalist

### Conexiune cu orașul
- Kevin Akpoguma (născut în 1995), fotbalist german care a jucat în tinerețe pentru FC Bavaria Wörth
- Friedel Grützmacher (născut în 1942), fost deputat Landtag (Alliance 90/Verzii) a locuit în Wörth
- Tobias Lindner (născut în 1982), deputat Bundestag (Alianța 90/Verzii) care locuiește în Wörth
- Petrissa Solja (născută în 1994), jucătoare de tenis de masă
- Herbert Wetterauer (născut în 1957), artist și autor care locuiește în Wörth
- Wynkyn de Worde (dată necunoscută de naștere; a murit c. 1534), tipograf și editor din Londra, care s-a născut probabil în Wörth am Rhein
- Marlene Zapf (născută în 1990), handbalistă care a crescut în Wörth

## Galerie

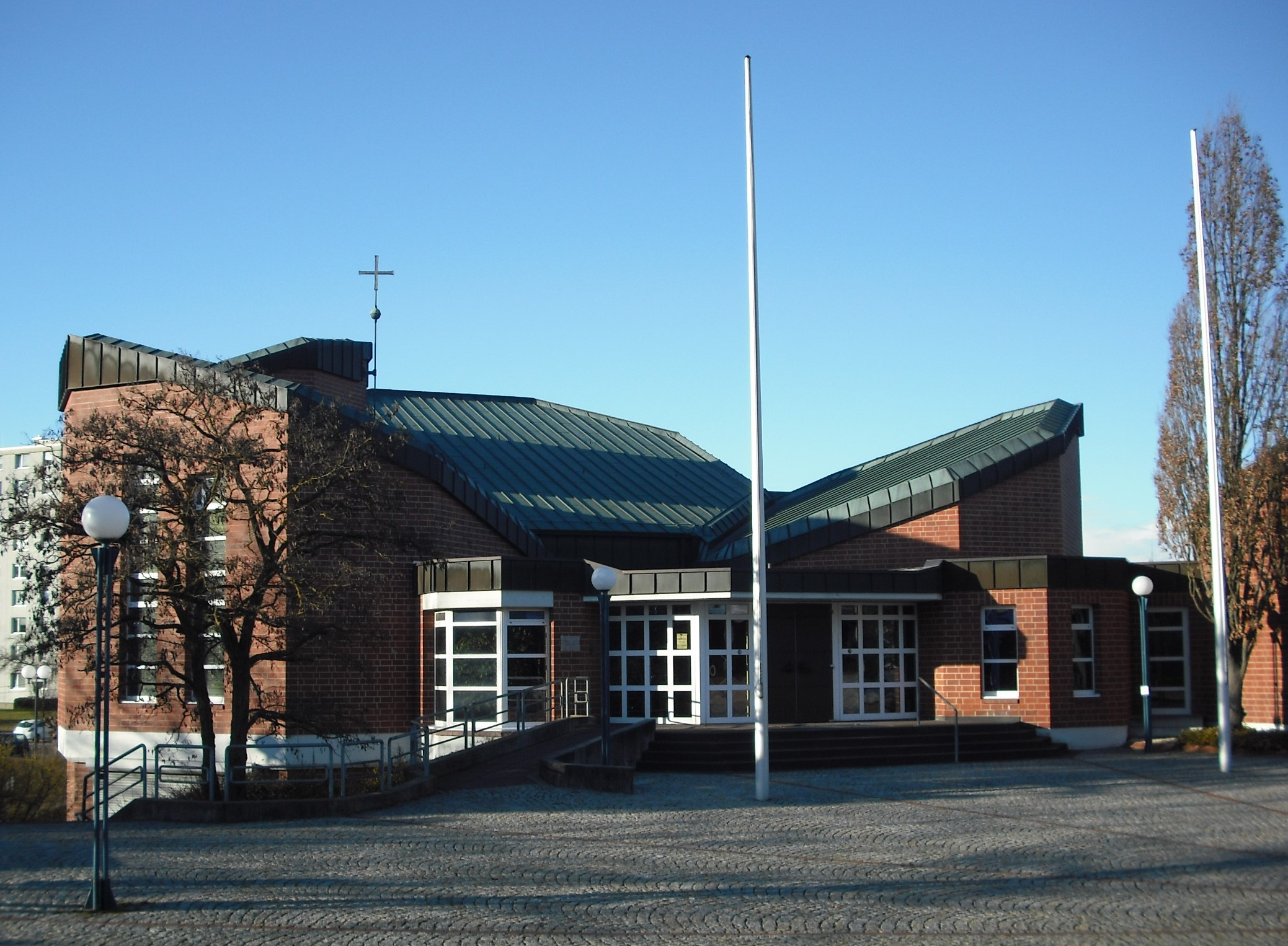
Friedenskirche (Biserica păcii)
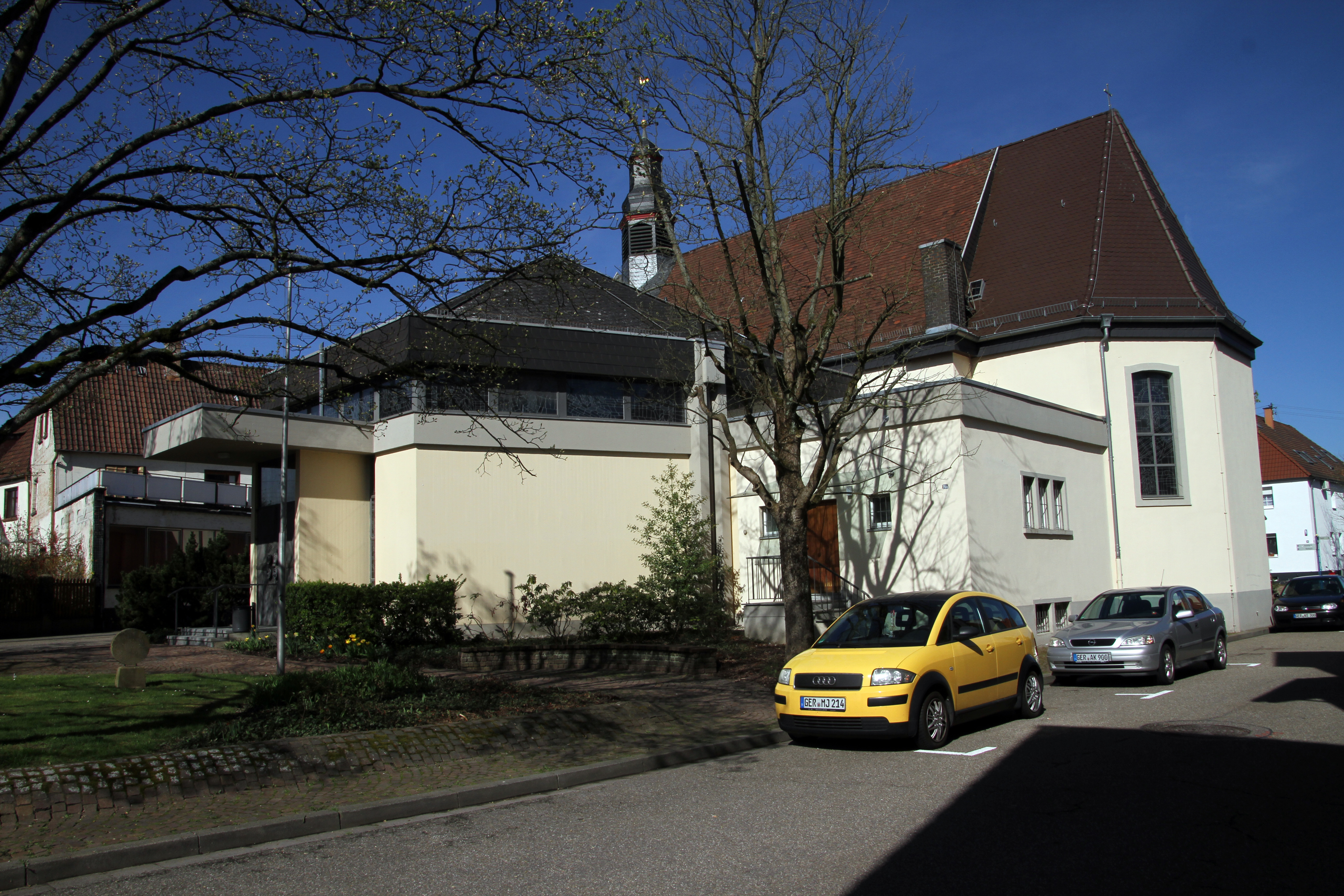
St. Laurentius in Wörth-Büchelberg
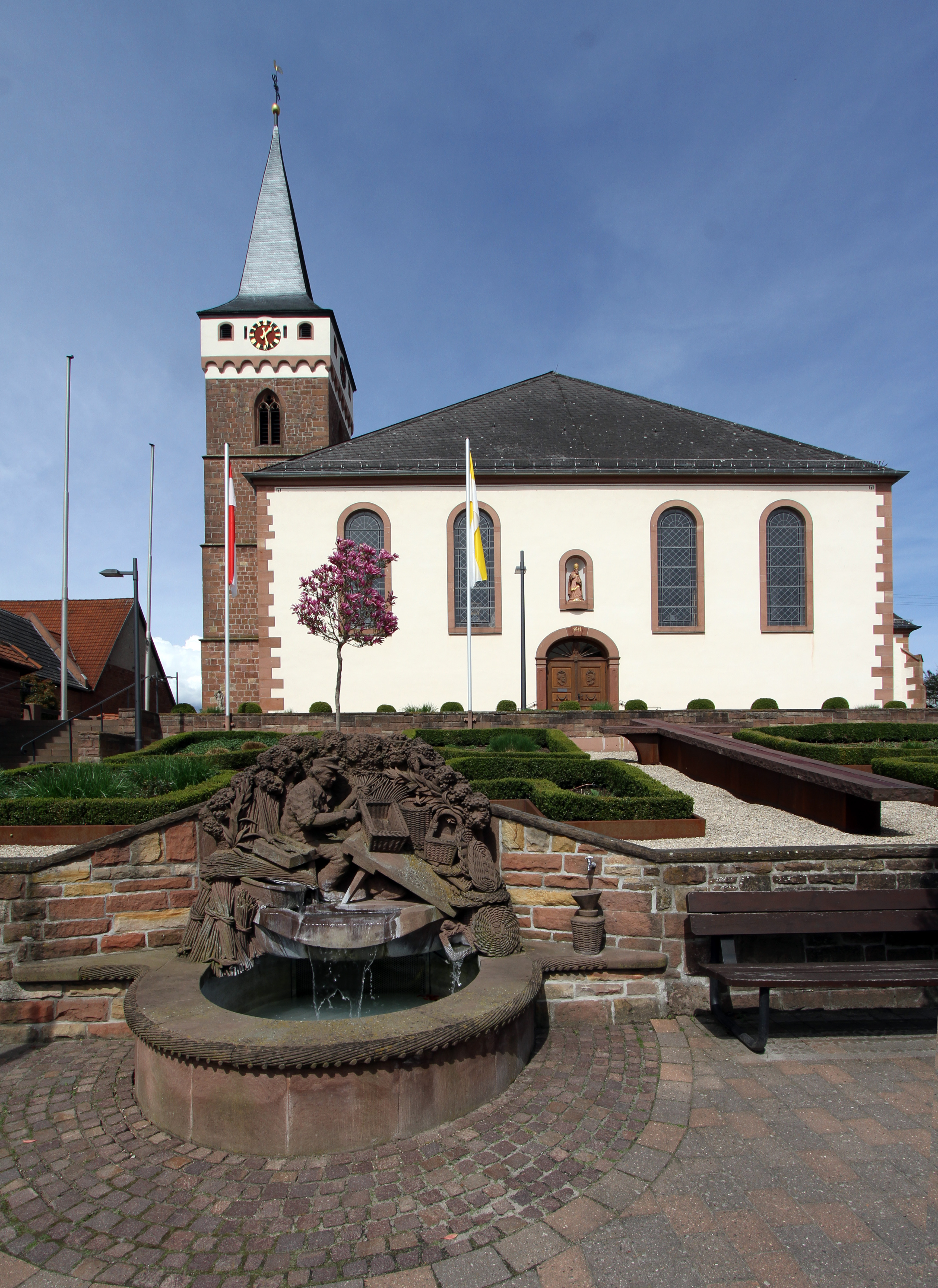
St. Leo in Wörth-Schaidt
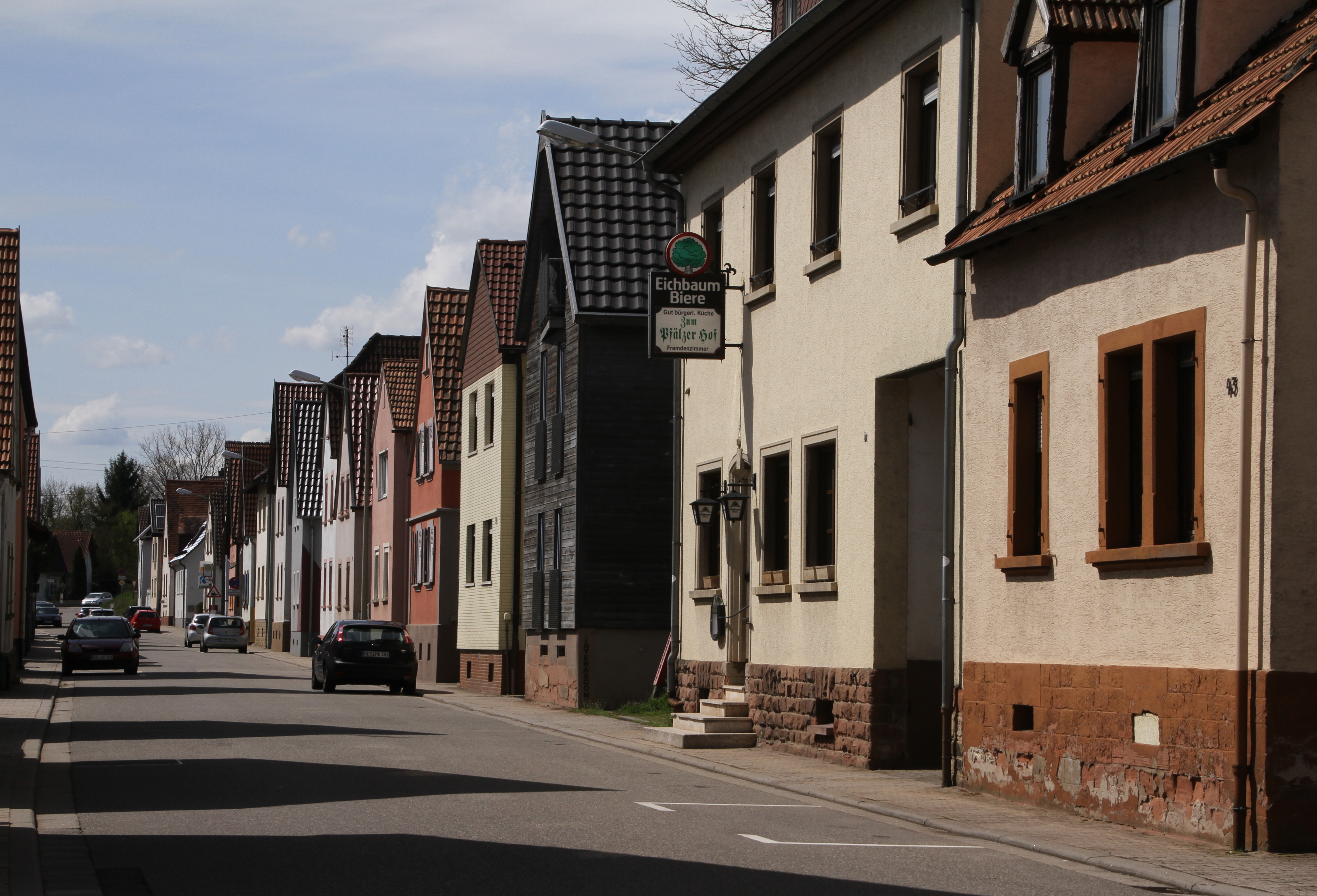
Wörth-Schaidt
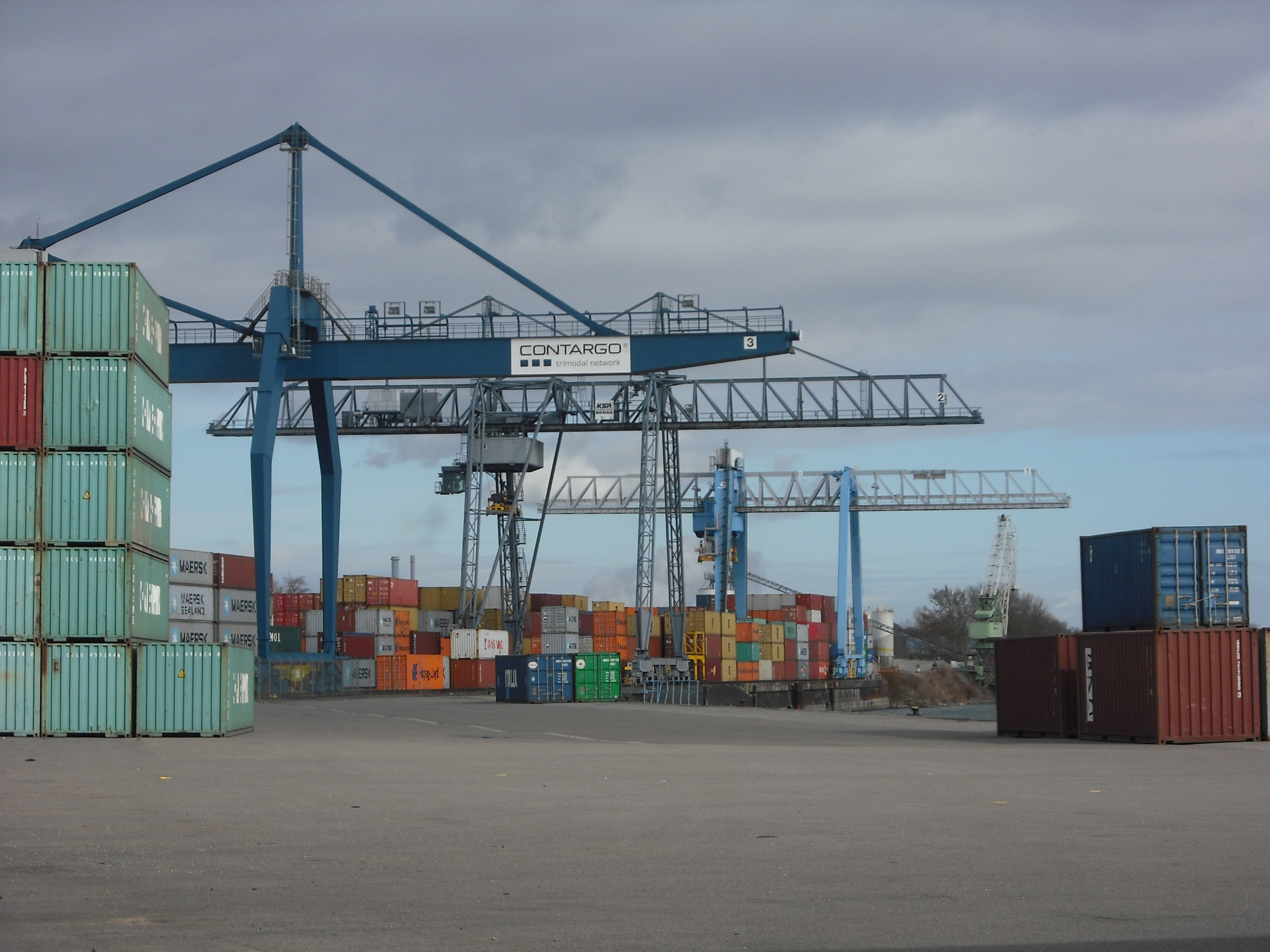
Portul Wörth
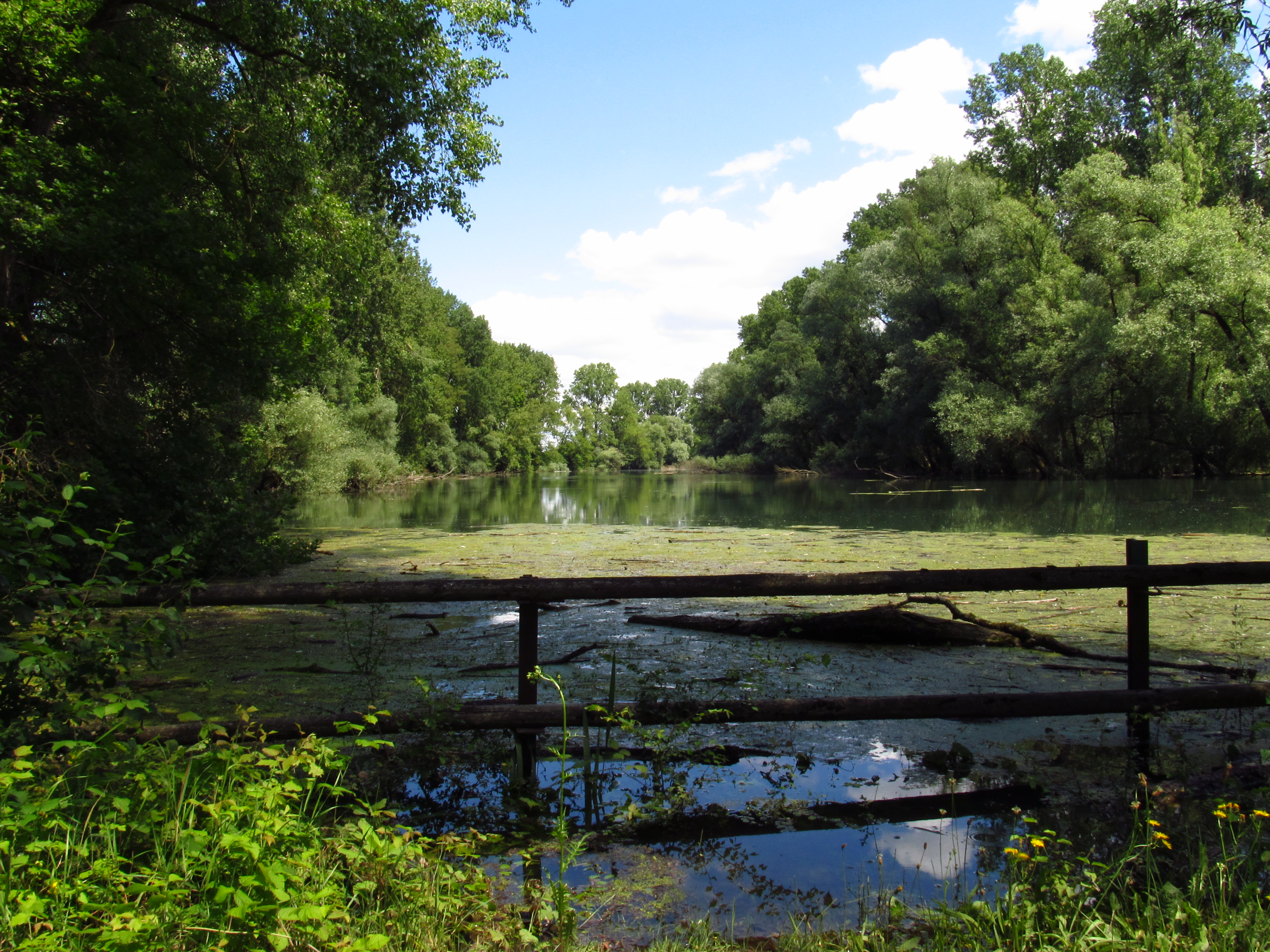
Lunca Rinului Zonă tip rezervație naturală